# John Polidori
John William Polidori (ur. 7 września 1795, zm. 24 sierpnia 1821) – brytyjski lekarz i pisarz pochodzenia włoskiego, który wprowadził postać wampira do literatury romantycznej (w opowiadaniu Wampir), którego początek wziął się ze spotkania z Lordem Byronem oraz Mary Shelley, oraz konkursu na opowieść o duchach (ang. ghost story). Dzięki temu spotkatniu powstał także utwór Frankenstein. Opowiadanie Wampir Polidori'ego było dokończeniem utworu Byrona Fragment.
Zmarł śmiercią samobójczą.

## Twórczość
- Medyczna inauguracyjna rozprawa, która zajmowała się choroba zwaną Oneirodynia, Edynburg (1815)
- On the Punishment of Death (1816)
- An Essay Upon the Source of Positive Pleasure (1818)
- The Vampyre: A Tale (1819) (Wampir, wyd. pol. 1990)[2]
- Ernestus Berchtold; or, The Modern Oedipus: A Tale (1819)
- Ximenes, The Wreath and Other Poems (1819)
- The Fall of the Angels: A Sacred Poem (1821)
- The Diary of Dr. John William Polidori (1816)
- Sketches Illustrative Of The Manners And Costumes Of France, Switzerland And Italy (1821)